# Liste der Kulturdenkmäler in Gesamtanlage Kernstadt II (Fulda)
Die folgende Liste enthält die in der Denkmaltopographie ausgewiesenen Kulturdenkmäler auf dem Gebiet des Ortsteils Fulda der  Stadt Fulda, Landkreis Fulda, Hessen.
Hinweis: Die Reihenfolge der Denkmäler in dieser Liste orientiert sich an der Anschrift, alternativ ist sie auch nach der Bezeichnung oder der Bauzeit sortierbar.
Kulturdenkmäler werden fortlaufend im Denkmalverzeichnis des Landes Hessen durch das Landesamt für Denkmalpflege Hessen auf Basis des Hessischen Denkmalschutzgesetzes (HDSchG) geführt. Die Schutzwürdigkeit eines Kulturdenkmals hängt nicht von der Eintragung in das Denkmalverzeichnis des Landes Hessen oder der Veröffentlichung in der Denkmaltopographie ab.

Das Denkmalverzeichnis für diesen Bereich liegt noch nicht vor. Die bisher bekannten Bau- und Kunstdenkmäler hat das Landesamt für Denkmalpflege Hessen in sogenannten Arbeitslisten erfasst. Den Arbeitslisten liegen Erkenntnisse aus Akten, Ortsbegehungen und Denkmalinventaren, jedoch keine neuere systematische Forschung, zugrunde. Die Benehmensherstellung mit der Gemeinde gemäß § 11 Abs. 1 HDSchG ist noch nicht erfolgt.
Das Vorhandensein oder Fehlen eines Objekts in dieser Liste ist keine rechtsverbindliche Auskunft darüber, ob es Kulturdenkmal ist oder nicht: Diese Liste entspricht möglicherweise nicht dem aktuellen Stand der offiziellen Denkmaltopographie. Diese ist für Hessen in den entsprechenden Bänden der Denkmaltopographie Bundesrepublik Deutschland und im Internet unter DenkXweb – Kulturdenkmäler in Hessen einsehbar. Auch diese Quellen sind, obwohl sie durch das Landesamt für Denkmalpflege Hessen aktualisiert werden, nicht immer aktuell, da es im Denkmalbestand immer wieder Änderungen gibt.
Eine verbindliche Auskunft erteilt allein das Landesamt für Denkmalpflege Hessen.
Nutze diese Kartenansicht, um Koordinaten in der Liste zu setzen. In dieser Kartenansicht sind Kulturdenkmale ohne Koordinaten mit einem roten bzw. orangen Marker dargestellt und können in der Karte gesetzt werden. Kulturdenkmale ohne Bild sind mit einem blauen bzw. roten Marker gekennzeichnet, Kulturdenkmale mit Bild mit einem grünen bzw. orangen Marker.

## Fulda
| Bild            | Bezeichnung                                                     | Lage                                                                                             | Beschreibung                                               | Bauzeit                        | Objekt-Nr. |
| --------------- | --------------------------------------------------------------- | ------------------------------------------------------------------------------------------------ | ---------------------------------------------------------- | ------------------------------ | ---------- |
| Bild gesucht BW | Gesamtanlage Barockviertel                                      | Lage                                                                                             |                                                            |                                |            |
| Bild gesucht BW | Gesamtanlage Eichsfeld/Angel                                    | Lage                                                                                             |                                                            |                                |            |
| Bild gesucht BW | Gesamtanlage Hinterburg/Kronhofstraße/Langebrückenstraße/Tränke | Lage                                                                                             |                                                            |                                |            |
| Bild gesucht BW | Steinkreuz                                                      | Abtstor LageFlur: 3, Flurstück: 28/5                                                             | In die Umfassungsmauer von Abtsrtor 23 eingelassenes Kreuz | Mittelalter                    |            |
| Bild gesucht BW | Wohn- und Geschäftshaus                                         | Abtstor 29 LageFlur: 3, Flurstück: 495/5                                                         |                                                            | 1907                           |            |
| Bild gesucht BW | Domschule                                                       | Am Kronhof 5 LageFlur: 2, Flurstück: 327/8                                                       |                                                            | 1915/16                        |            |
| Bild gesucht BW | Wohnhaus                                                        | Angel 3 LageFlur: 2, Flurstück: 231                                                              |                                                            | 1. Hälfte des 18. Jahrhunderts |            |
| weitere Bilder  | Palais Buttlar                                                  | Bonifatiusplatz 1-3/Pfandhausstraße 16 LageFlur: 4, Flurstück: 753/212                           |                                                            | 1737–1739                      |            |
| weitere Bilder  | Hauptwache                                                      | Bonifatiusplatz 2 LageFlur: 4, Flurstück: 2/2, 2/3, 2/4, 17/5                                    |                                                            | 1757–1759                      |            |
| weitere Bilder  | Palais Buseck                                                   | Bonifatiusplatz 4/4a LageFlur: 4, Flurstück: 2/2                                                 |                                                            | 1731/32                        |            |
| weitere Bilder  | Bonifatiusdenkmal                                               | Bonifatiusplatz 4/4a LageFlur: 4, Flurstück: 17/6                                                |                                                            | 1830–1840                      |            |
| weitere Bilder  | Wohnanlage Wilhelmsstraße                                       | Domdechanei 1,3,5,7,9,11; Kanalstraße 2; Wilhelmsstraße 1,2,3,6,10 LageFlur: 3, Flurstück: viele |                                                            | 1804–1806                      |            |

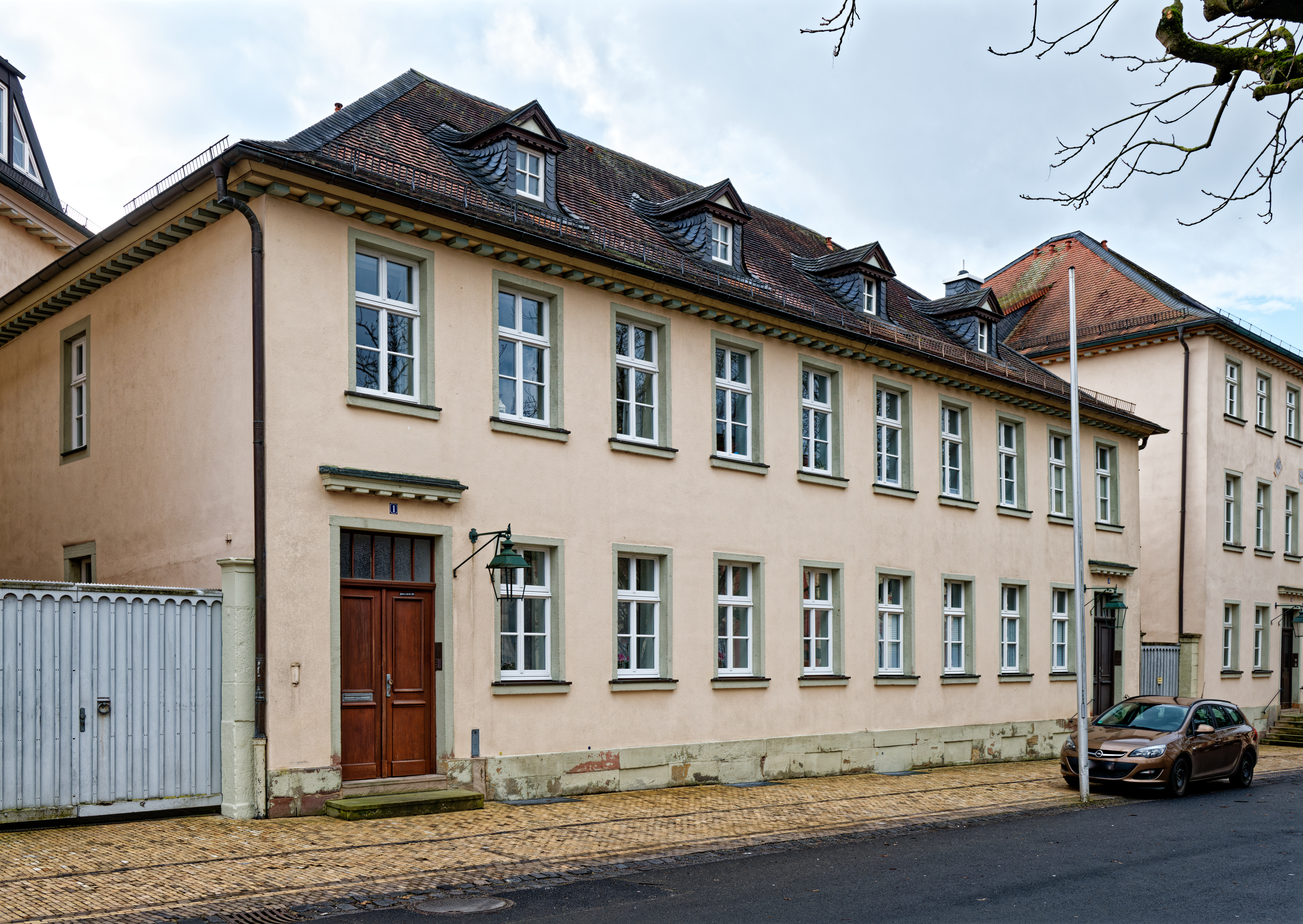
Domdechanei 1 und 3
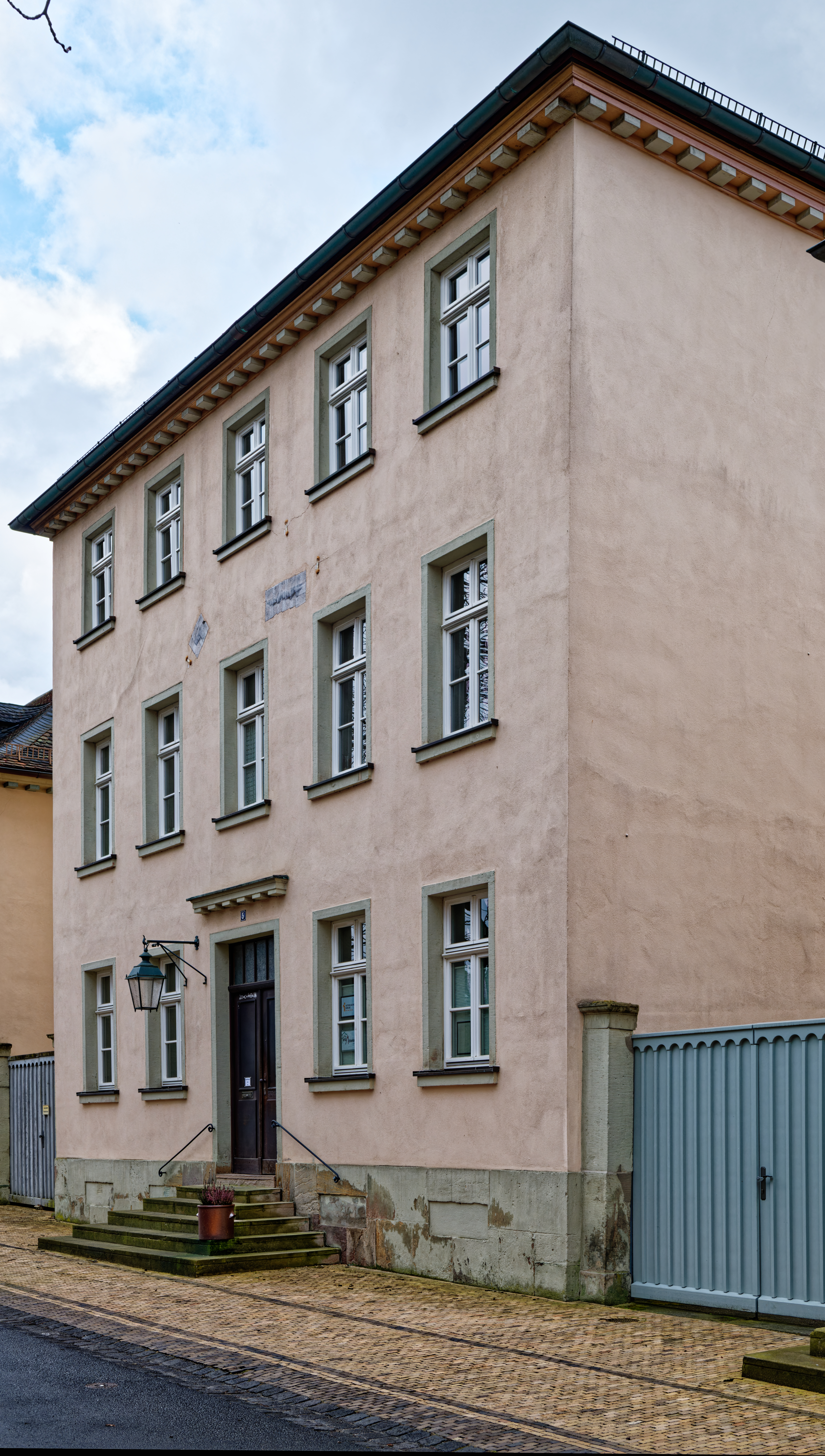
Domdechanei 5
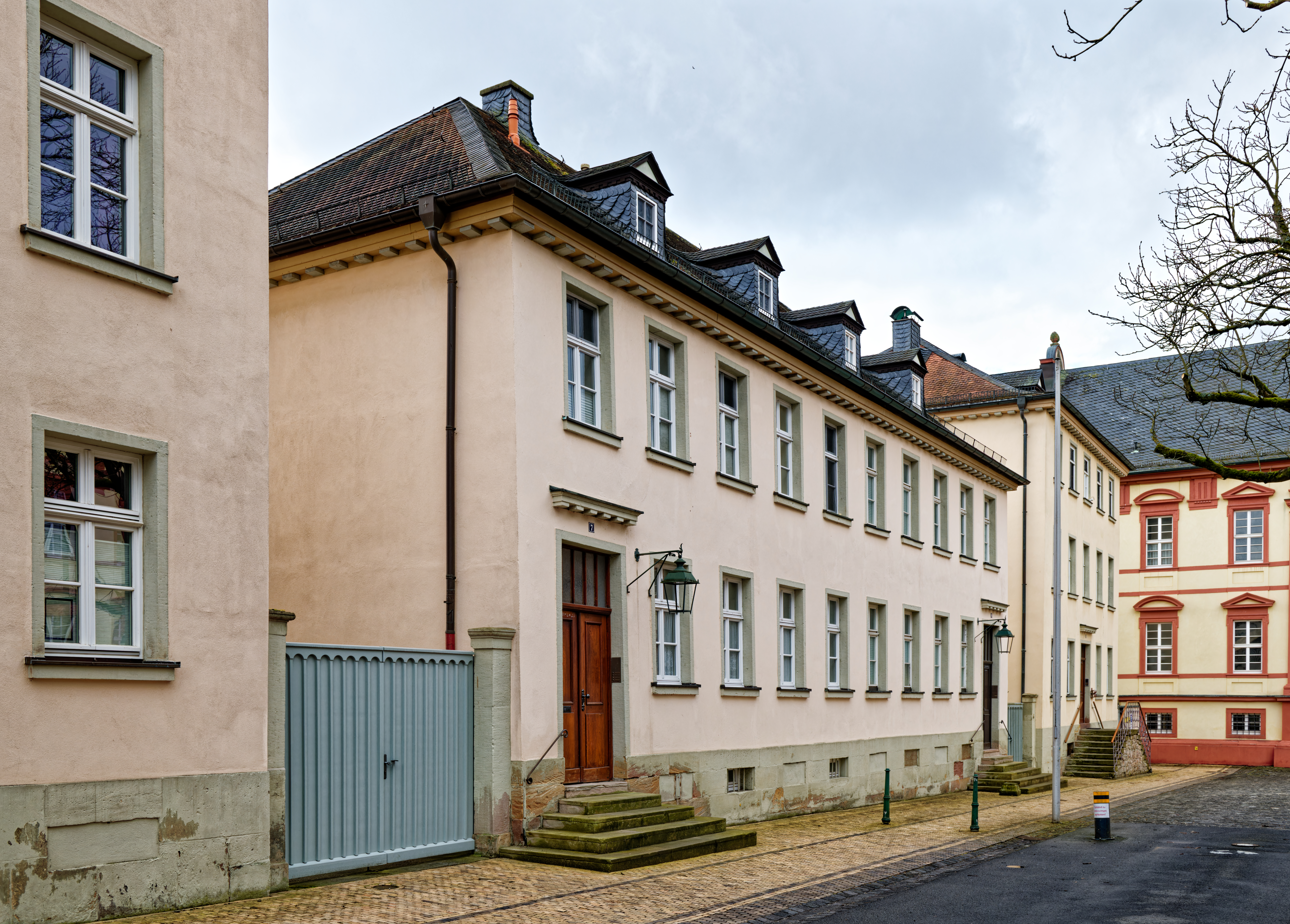
Domdechanei 7 und 9
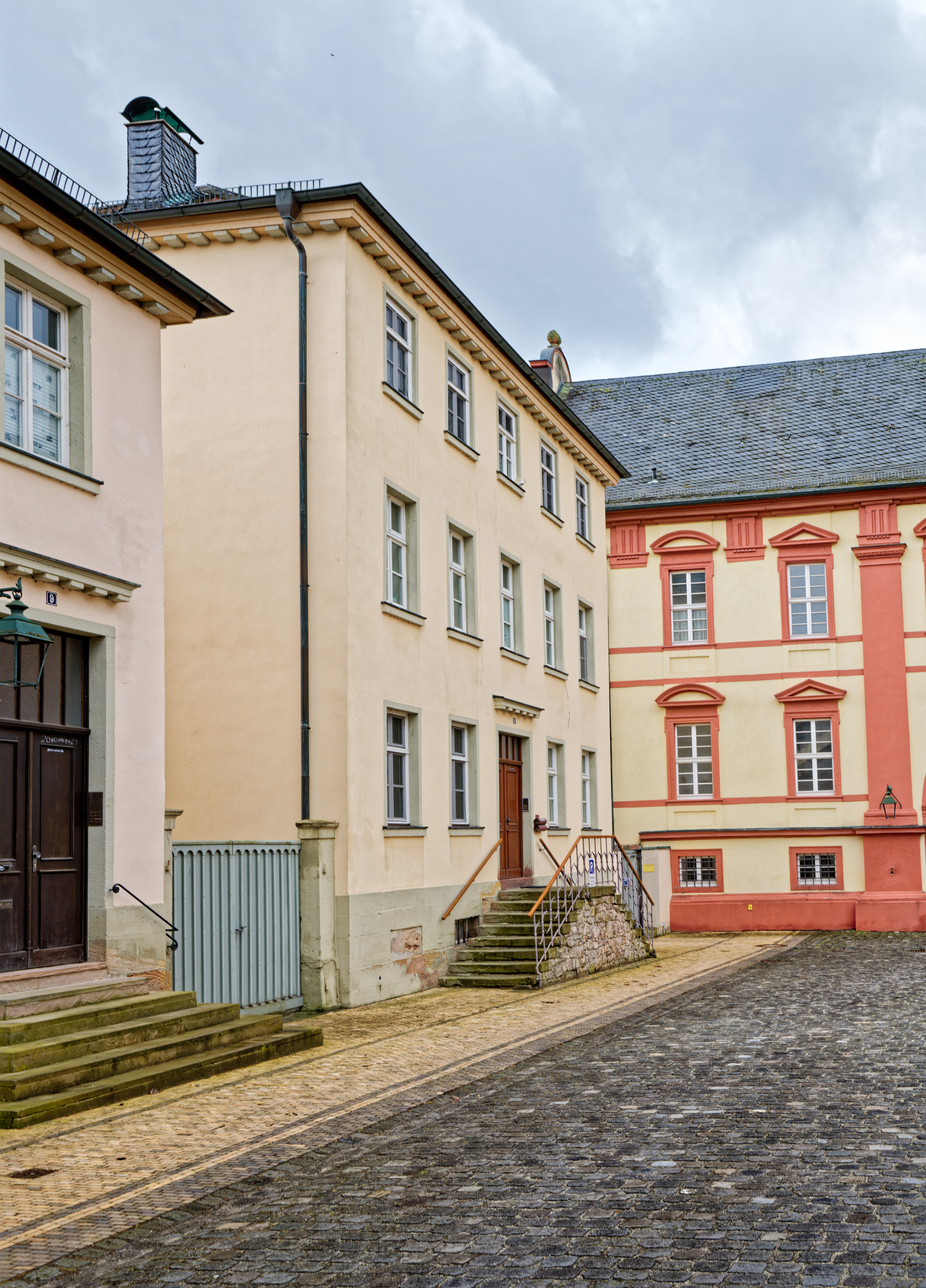
Domdechanei 11
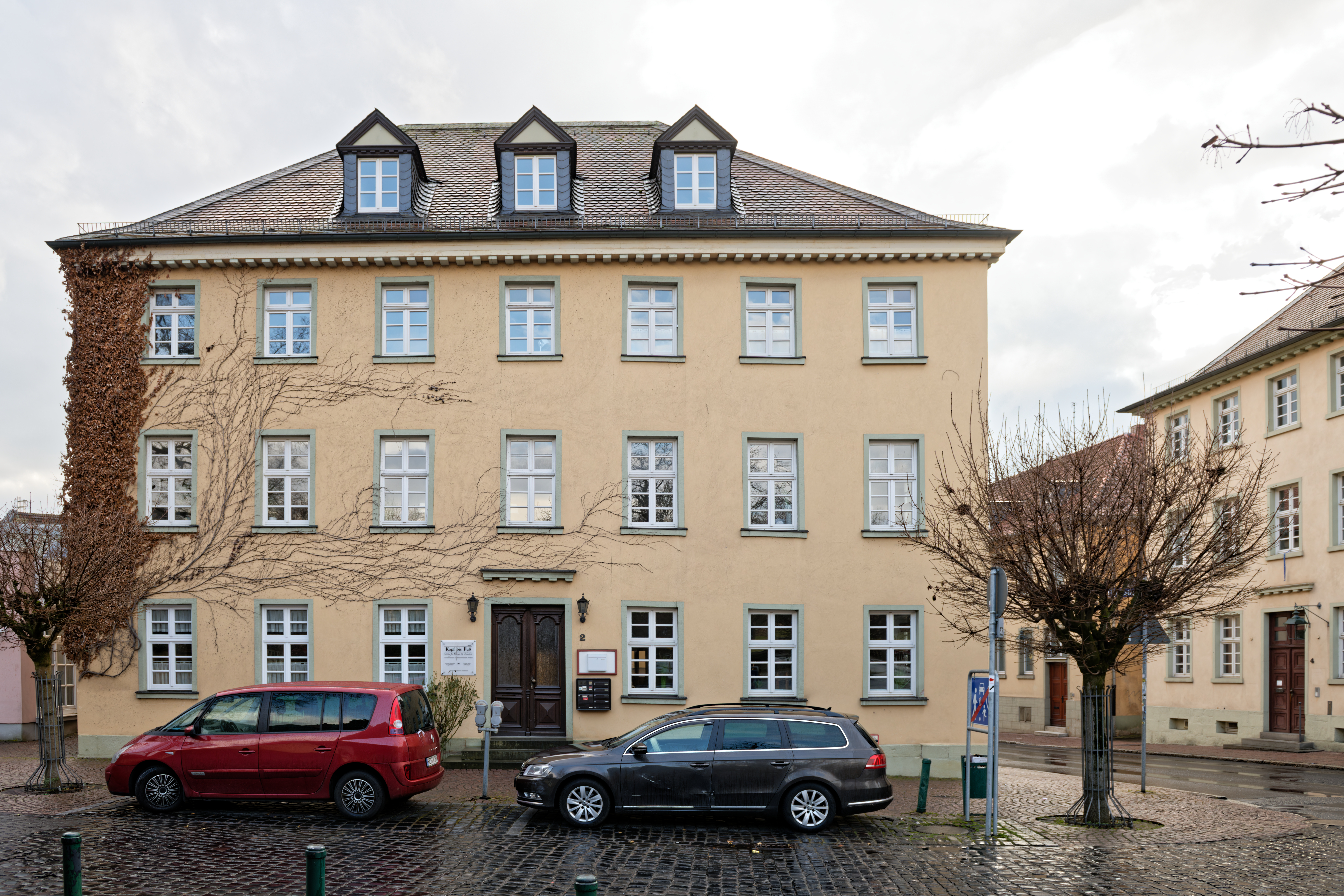
Kanalstraße 2
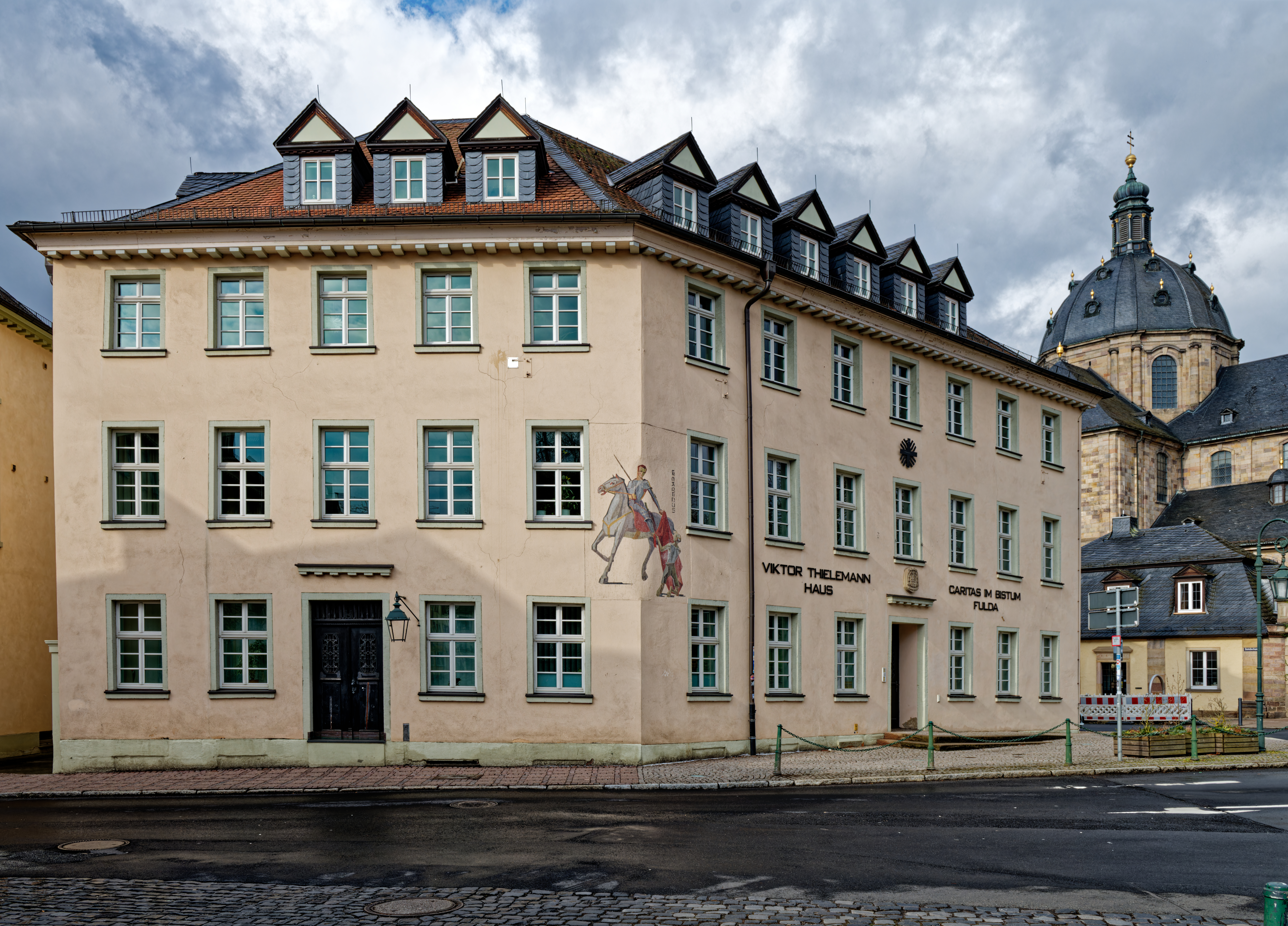
Wilhelmstraße 2
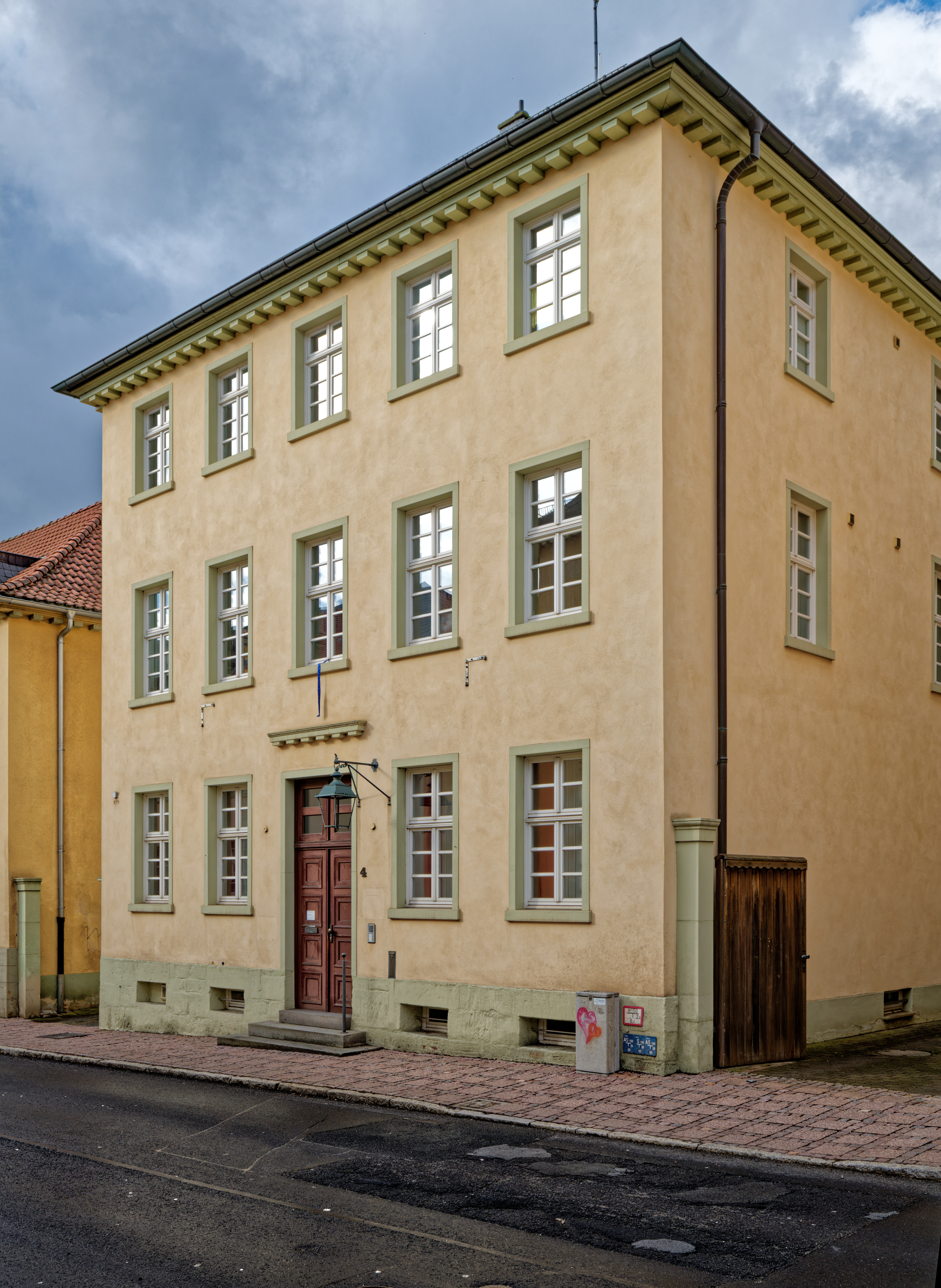
Wilhelmstraße 4
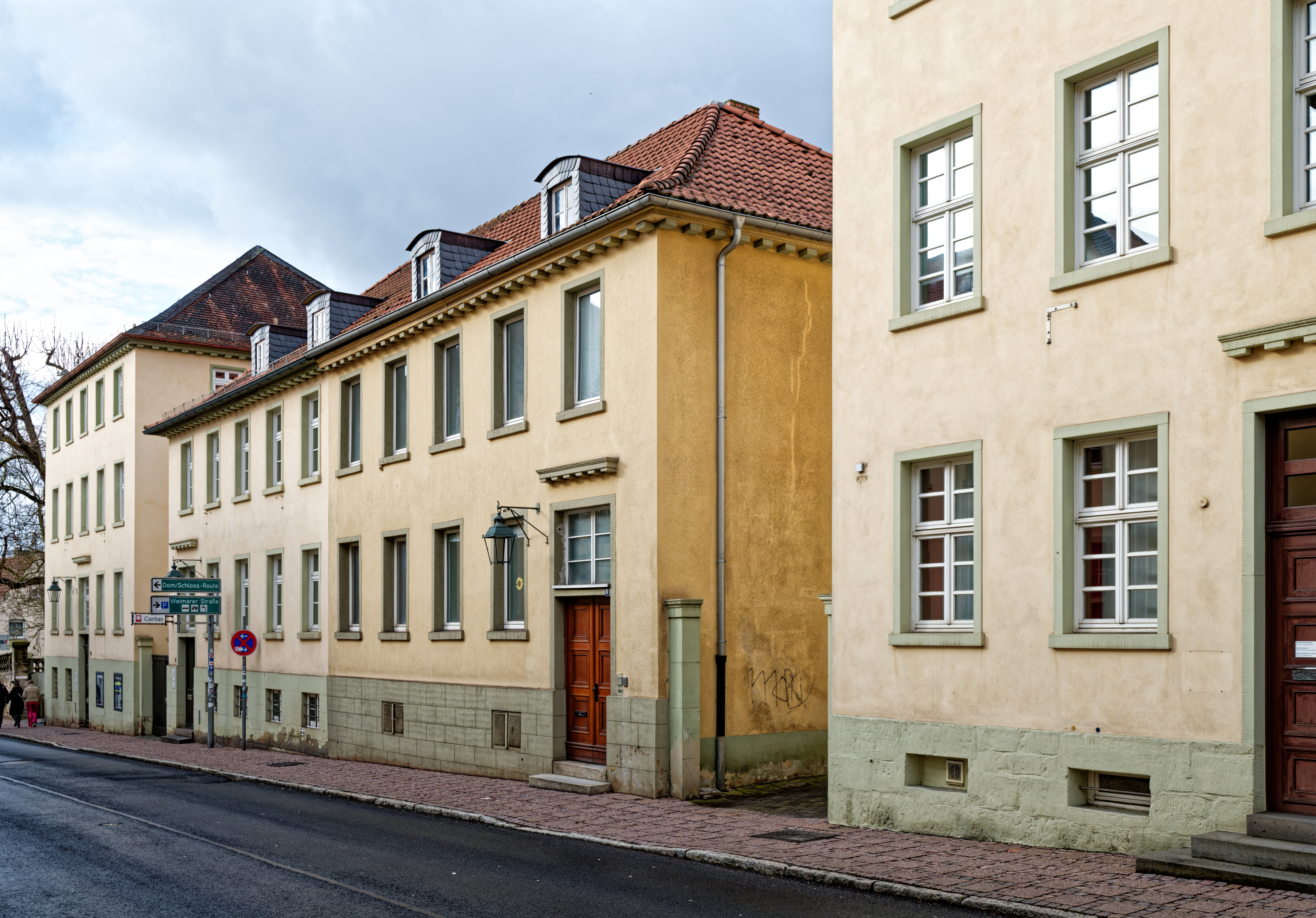
Wilhelmstraße 10, 8, und 6

| Bild            | Bezeichnung                                  | Lage                                                                  | Beschreibung | Bauzeit                        | Objekt-Nr. |
| --------------- | -------------------------------------------- | --------------------------------------------------------------------- | ------------ | ------------------------------ | ---------- |
| weitere Bilder  | Domdechanei                                  | Domdechanei 4/6 LageFlur: 3, Flurstück: 1/1                           |              | 1702–1704                      |            |
| weitere Bilder  | Fuldaer Dom                                  | Domplatz 1 LageFlur: 2, Flurstück: 280/1                              |              | 1704–1712                      |            |
| weitere Bilder  | Ehemalige Hof- und Klosterbibliothek         | Domplatz 2, heute Eduard-Schick-Platz 2 LageFlur: 2, Flurstück: 287   |              | 1771–1778                      |            |
| Bild gesucht BW | Ehemaliges Konventsgebäude                   | Domplatz 3/5 LageFlur: 2, Flurstück: mehrere                          |              | 1665–70                        |            |
| weitere Bilder  | Ostflügel des Palais Buttlar                 | Friedrichstraße 13 LageFlur: 4, Flurstück: 213                        |              |                                |            |
| Bild gesucht BW | Palais Schildeck                             | Habsburgergasse 2 LageFlur: 4, Flurstück: 2/14                        |              | 1719                           |            |
| weitere Bilder  | Altes Finanzamt                              | Heinrich-von-Bibra-Platz 3 LageFlur: 1, Flurstück: 33/2, 33/3, 33/6   |              | 1936/37                        |            |
| Bild gesucht BW | Landesbibliothek                             | Heinrich-von-Bibra-Platz 12 LageFlur: 13, Flurstück: 179/5            |              | 1930/31                        |            |
| Bild gesucht BW | Sandsteinrelief                              | Hinterburg 6 LageFlur: 2, Flurstück: 243/19                           |              | 17/18. Jahrhundert             |            |
| Bild gesucht BW | Wohn- und Geschäftshaus                      | Kronhofstraße 5 LageFlur: 3, Flurstück: 53/1                          |              | 1907/08                        |            |
| Bild gesucht BW | Wohnhaus                                     | Kronhofstraße 73 LageFlur: 2, Flurstück: 894/466                      |              | 1896                           |            |
| Bild gesucht BW | Wohnhaus                                     | Kurfürstenstraße 22 LageFlur: 13, Flurstück: 190/1                    |              | 1924                           |            |
| weitere Bilder  | Evangelische Christuskirche                  | Lindenstraße 1 LageFlur: 13, Flurstück: 179/2                         |              | 1894–96                        |            |
| weitere Bilder  | Wohnhaus                                     | Lindenstraße 2 LageFlur: 4, Flurstück: 444/7                          |              | 1750                           |            |
| weitere Bilder  | Villa                                        | Lindenstraße 4 LageFlur: 4, Flurstück: 950/444                        |              | 1897/98                        |            |
| Wohnhaus        | Wohnhaus                                     | Lindenstraße 5 LageFlur: 13, Flurstück: 148/1                         |              | 1890                           |            |
| weitere Bilder  | Wohnhaus                                     | Lindenstraße 6 LageFlur: 4, Flurstück: 947/444                        |              | 1905                           |            |
| weitere Bilder  | Wohnhaus                                     | Lindenstraße 6a LageFlur: 4, Flurstück: 444/11                        |              | 1905                           |            |
| weitere Bilder  | Katholische Kirche St. Michael               | Michaelsberg 1 LageFlur: 2, Flurstück: 260/3                          |              | 11. Jahrhundert                |            |
| Bild gesucht BW | Ehemalige Probstei Michaelsberg              | Michaelsberg Lage                                                     |              | 1717–21                        |            |
| Bild gesucht BW | Bildstock                                    | Michaelsberg LageFlur: 2, Flurstück: 264/4                            |              | 1716                           |            |
| Bild gesucht BW | Ehemaliges Palais Welle                      | Nonnengasse 19 LageFlur: 4, Flurstück: 241/1                          |              |                                |            |
| weitere Bilder  | Bildstock                                    | Paulustor LageFlur: 1, Flurstück: 44/3                                |              | 1678                           |            |
| weitere Bilder  | Paulustor                                    | Paulustor LageFlur: 1, Flurstück: 57/3                                |              | 1771                           |            |
| weitere Bilder  | Villa                                        | Paulustor 4 LageFlur: 1, Flurstück: 11/5                              |              | 1875/06                        |            |
| weitere Bilder  | Wohnhaus                                     | Paulustor 6 LageFlur: 1, Flurstück: 11/5                              |              | 1781                           |            |
| weitere Bilder  | Stadtschloss mit Schlossgarten und Orangerie | Schloßstraße 1 LageFlur: 1, Flurstück: 20/4, 22/2, 42/4               |              | 1714                           |            |
| weitere Bilder  | Hotel Zum Kurfürsten                         | Schloßstraße 2/Nonnengasse 21 LageFlur: 4, Flurstück: 237/2           |              | 1737–39                        |            |
| Bild gesucht BW | Delfinbrunnen                                | Schloßstraße LageFlur: 4, Flurstück: 422/4                            |              | 1789–90                        |            |
| weitere Bilder  | Ehemaliges Palais Altenstein                 | Schloßstraße 4/6 LageFlur: 4, Flurstück: 412/1                        |              | um 1770                        |            |
| weitere Bilder  | Heertor                                      | Schloßstraße LageFlur: 4, Flurstück: 423/8                            |              | um 1150                        |            |
| weitere Bilder  | Wohnkomplex                                  | Schloßstraße 10, 12, 14 LageFlur: 4, Flurstück: 442/1, 444/14, 444/22 |              | 1868                           |            |
| Bild gesucht BW | Fachwerkhäuser                               | Tränke 3 LageFlur: 4, Flurstück: 987/422                              |              | ab 1500                        |            |
| Bild gesucht BW | Fachwerkhäuser                               | Tränke 41 LageFlur: 3, Flurstück: 410/6                               |              | 2. Hälfte des 18. Jahrhunderts |            |
| Bild gesucht BW | Fachwerkhäuser                               | Wiesenmühlenstraße 4 LageFlur: 3, Flurstück: 443/13                   |              | 1907                           |            |